# Église Saint-Amans de Saint-Amans-du-Ram
L'église Saint-Amans de Saint-Amans-du-Ram est une église située à Vézins-de-Lévézou, en France.

## Description
L'église est située sur la commune de Vézins-de-Lévézou, dans le département français de l'Aveyron. L'édifice est classé au titre des monuments historiques en 1991.

### Liens Externes
- Voir l'église de Saint-Amans du Ram sur le site patrimoine-levezou.com